# メリーランド州の郡一覧

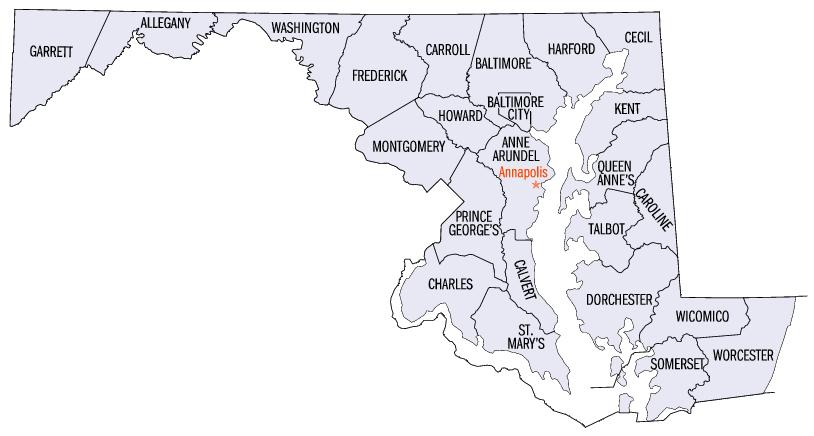
メリーランド州の郡と独立市の配置図

メリーランド州の郡一覧は、アメリカ合衆国メリーランド州内の郡の一覧である。メリーランド州内には24の郡と独立市がある。下はアルファベット順である。独立市であるボルチモア市は郡ではないものの、ほとんどの状況で同等に扱われる。

## 歴史
州内の多くの郡は、メリーランド植民地設立の1634年から1771年までの領主だったボルティモア男爵の一族に因んで名付けられている。ボルティモア男爵はカトリック教徒であり、初代ボルティモア男爵ジョージ・カルバートは当初、この植民地をイングランド人カトリック教徒の安息の地にするつもりだったが、メリーランド州はその歴史の大半でプロテスタント多数の州となった。
州内で最後（最新）に作られた郡は、1872年にアリゲイニー郡から分離したガレット郡である。しかし、その後何度も境界の変更が行われており、最新の変更は1997年、それまでプリンスジョージズ郡に一部が入っていたタコマパーク市がモンゴメリー郡に吸収統合された。

## 自治体としての郡
ボルティモア市を除けば、郡は地方政府の既定単位である。メリーランド州法では、他の多くの州で自治体や州のレベルで与えられている権限を持っているので、町が法人化される動機は少ない。ベセスダ、シルバースプリング、コロンビア、タウソンなど、人口が多く経済的に重要な町も、法人化されておらず、郡からの自治体サービスを受けている。実際にボルチモア郡やハワード郡には、全く法人化自治体が無い。郡相当ということは公立学校の管理者でもあり、他州のように別のレベルの政体としての教育学区はメリーランド州内に存在しない。
ボルチモア市は概して州内の郡と同等の権限と責任を持っている。ボルチモア郡によってほとんど全域が囲まれているが別の政体である。ボルチモア郡の郡庁所在地はタウソンである。
次の一覧はアルファベット順である。また、人口は2020年国勢調査による。

## メリーランド州の郡の一覧
| メリーランド州の郡の一覧             | メリーランド州の郡の一覧 | メリーランド州の郡の一覧 | メリーランド州の郡の一覧 | メリーランド州の郡の一覧 | メリーランド州の郡の一覧 |
| 郡名                                 | 郡庁所在地               | 設立年月日               | 人口 （2020年）          | 陸地面積 (km2)           | 地図                     |
| ------------------------------------ | ------------------------ | ------------------------ | ------------------------ | ------------------------ | ------------------------ |
| アリゲイニー郡 Allegany              | カンバーランド           | 1789年                   | 68,106                   | 1,102                    |                          |
| アナランデル郡 Anne Arundel          | アナポリス               | 1650年                   | 588,261                  | 1,077                    |                          |
| ボルチモア市 Baltimore City          | -                        | 1851年                   | 585,708                  | 210                      |                          |
| ボルチモア郡 Baltimore County        | タウソン                 | 1659年                   | 854,535                  | 1,550                    |                          |
| カルバート郡 Calvert                 | プリンスフレデリック     | 1654年                   | 92,783                   | 557                      |                          |
| キャロライン郡 Caroline              | デントン                 | 1773年                   | 33,293                   | 829                      |                          |
| キャロル郡 Carroll                   | ウェストミンスター       | 1837年                   | 172,891                  | 1,163                    |                          |
| セシル郡 Cecil                       | エルクトン               | 1672年                   | 103,725                  | 902                      |                          |
| チャールズ郡 Charles                 | ラプレイタ               | 1658年                   | 166,617                  | 1,194                    |                          |
| ドーチェスター郡 Dorchester          | ケンブリッジ             | 1668年                   | 32,531                   | 1,444                    |                          |
| フレデリック郡 Frederick             | フレデリック             | 1748年                   | 271,717                  | 1,7217                   |                          |
| ガレット郡 Garrett                   | オークランド             | 1872年                   | 28,806                   | 1,678                    |                          |
| ハーフォード郡 Harford               | ベルエア                 | 1773年                   | 260,924                  | 1,141                    |                          |
| ハワード郡 Howard                    | エリコットシティ         | 1851年                   | 332,317                  | 653                      |                          |
| ケント郡 Kent                        | チェスタータウン         | 1642年                   | 19,198                   | 724                      |                          |
| モンゴメリー郡 Montgomery            | ロックビル               | 1776年                   | 1,062,061                | 1,285                    |                          |
| プリンスジョージズ郡 Prince George's | アッパーマルボロ         | 1696年                   | 967,201                  | 1,257                    |                          |
| クイーンアンズ郡 Queen Anne's        | センタービル             | 1706年                   | 49,874                   | 964                      |                          |
| セントメアリーズ郡 St. Mary's        | レナードタウン           | 1637年                   | 113,777                  | 935                      |                          |
| サマセット郡 Somerset                | プリンセスアン           | 1666年                   | 24,620                   | 847                      |                          |
| タルボット郡 Talbot                  | イーストン               | 1662年                   | 37,526                   | 697                      |                          |
| ワシントン郡 Washington              | ヘイガーズタウン         | 1776年                   | 154,705                  | 1,187                    |                          |
| ワイカミコ郡 Wicomico                | ソールズベリー           | 1867年                   | 103,588                  | 977                      |                          |
| ウースター郡 Worcester               | スノーヒル               | 1742年                   | 52,460                   | 1,226                    |                          |

## 廃止された郡
いずれも現在の同名の郡とは無関係である。
1. チャールズ郡 (Charles County、1650年-1654年) 廃止。
2. ダーラム郡 (Durham County、1669年-1672年) ウースター郡に変更。
3. ウースター郡 (Worcester County、1672年-1685年) 廃止。